# Valemount
Valemount är en ort i Kanada.   Den ligger i provinsen British Columbia, i den centrala delen av landet, 3 200 km väster om huvudstaden Ottawa. Valemount ligger 820 meter över havet och antalet invånare är 1 020.
Terrängen runt Valemount är kuperad åt sydväst, men åt nordost är den bergig. Trakten runt Valemount är nära nog obefolkad, med mindre än två invånare per kvadratkilometer.. Det finns inga andra samhällen i närheten.
I omgivningarna runt Valemount växer i huvudsak barrskog.